# Donkeyboy
I Donkeyboy sono un gruppo musicale norvegese di genere pop rock, formatosi a Drammen nel 2005 e composto da Cato Sundberg (voce e chitarra ritmica), Kent Sundberg (sintetizzatore e cori), Peter Michelsen (chitarra e cori), Thomas Drabløs (batteria) e Alexander Garborg Ågedal (basso).

## Storia del gruppo
Formatosi a Drammen, in Norvegia, nel 2005, il gruppo si è fatto notare attraverso la propria pagina di MySpace, riuscendo anche a firmare un contratto con la sezione norvegese della nota etichetta discografica Warner.
Hanno debuttato discograficamente nel marzo del 2009 con la pubblicazione del loro singolo d'esordio, Ambitions, canzone la cui struttura è stata giudicata simile a quella del noto brano Billie Jean di Michael Jackson e più genericamente assimilabile ai brani degli anni ottanta di Jackson e di Madonna, incisa con la collaborazione della giovane cantante Linnea Dale. Il singolo ha avuto un gran seguito di pubblico in particolar modo in Norvegia, dove è rimasta in vetta alla classifica per tredici settimane; ha raggiunto il primo posto anche in Svezia. Successivamente è uscito il loro secondo singolo, Sometimes, che ha raggiunto anch'esso la vetta della classifica norvegese scalzato da tale posizione proprio il precedente Ambitions, che per la prima volta dopo diverse settimane è sceso al secondo posto, diventando il primo gruppo nella storia della classifica norvegese a piazzare due brani nelle prime due posizioni. Anche questo singolo si è rivelato particolarmente fortunato dal punto di vista commerciale, avendo mantenuto tale posizione per otto settimane.
Nell'ottobre dello stesso anno è stato pubblicato il loro album di debutto, intitolato Caught in a Life, anche questo dal grande riscontro di vendite e rimasto al primo posto della classifica degli album norvegese per quattro settimane. Il disco è stato promosso anche dai brnai Broke My Eyes, Awake e Blade Running, tutti entrati nella top ten norvegese.
Nel 2009 la band si è aggiudicata tre Spellemannprisen: nella categoria tormentone dell'anno  e video musicale dell'anno per il singolo Ambitions e nella categoria Miglior artista esordiente con Caught i Life.
Nel 2010 è stato pubblicato un ulteriore singolo, Stereolife, che però non è entrato in classifica. Durante la promozione dell'album sono anche stati band di supporto degli a-ha in alcune tappe dei loro concerti in Regno Unito e in quella di Oslo.

## Discografia

### Album
- 2009 - Caught in a Life
- 2012 - Silver Moon

### Singoli
- 2009 - Ambitions
- 2009 - Sometimes
- 2009 - Broke My Eyes
- 2009 - Awake
- 2009 - Blade Running
- 2010 - Stereolife
- 2011 - City Boy
- 2012 - Pull Of The Eye